# نجم T الثور
| ولادة النجوم |
| - وسط بين نجمي - غيمة جزيئية - كرة بوك - سديم مظلم - جرم نجمي فتي - نجم أولي - نجم تي الثور - نجم قبل النسق الأساسي - هيربيغ أي/ نجم بي - سديم شمسي |
| أصناف الأجرام الفلكية |
| - جرم هيربج هارو |
| المفاهيم النظرية |
| - دالة الكتلة الأولية - كتلة جينس - آلية كلفن هلمهولتز - فرضية السديم - هجرة الكواكب                                                                |
| هذا الصندوق: اعرض ناقش عدل |

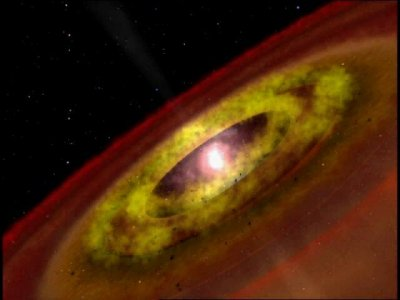
رسم لنجم تي ثور مع قرص ازديادي حول نجمي.

نجوم تي الثور  T Tauri star  هي صنف من النجوم المتغيرة سميت لقرب خصائصها لخصائص النجم T الثور. ويتواجد هذا النوع بالقرب من السحب الجزيئية وتحدد عن طريق التغير الضوئي وخطوط الكرة اللونية القوية. تظهر نجوم«تي الثور»  في أول مراحل تكوّن النجم قبل أو مع بدء اندماج الهيدروجين في قلب النجم النشأ .

## الخصائص
نجوم تي الثور هي نجوم قبل النسق الأساسي وتنتمي إلى الفئة الطيقية F, G, K, M. وتكون درجة حرارة سطحه قريبة من درجة حرارة أسطح نجوم النسق الأساسي الذين يملكون نفس الكتلة ولكن ضياؤها يكون أكثر بسبب كبر نصف قطرها. درجة حرارة نواتها غير كافية من أجل بدء التفاعل النووي للهيدروجين. في تلك المرحلة من عمر النجم  تنشأ  الطاقة الحرارية فيه عن طريق تحرر طاقة الجاذبية بسبب تقلص النجم في طريق رقيه إلى مرحلة النسق الأساسي, والذي سيصله بعد حوالي 10 ملايين سنة. وتكون فترة دورانه الذاتي حوالي يوم أو يومين مقارنة بدورة الشمس حول محورها التي تبلغ نحو  الشهر. يكون نجم تي الثور و نشطا ومتغيرا بشكل كبير.
هناك دلائل على تغطية الكلف النجمية (بقع) لمساحات واسعة من سطح هذه النجوم، وهي تطلق أيضاً إشعاعات كثيفة ومتغيرة من الأشعة السينية و الموجات الراديوية (تقريباً 1000 ضعف ما تشعه الشمس)، وفضلاً عن هذا تملك العديد منها رياحاً نجمية قوية. من المُسببات الأخرى لتغير اللمعان التكتلات (الكواكب الأولية والجنينية) الموجودة في أقراص الغبار التي تطوق نجوم تي الثور.
تظهر أطياف هذه النجوم غنى بالليثيوم أكثر من الشمس ونجوم النسق الأساسي الأخرى، وذلك بسبب كون الليثيوم يَتدمر عند درجات الحرارة فوق 2,500,000 ك. تُوُصِّلَ من دراسة مدى وفرة هذا المعدن في 53 نجم تي ثور إلى أن نضوبه مرتبط بشكل كبير بحجم النجم، مما يُشير إلى أن «احتراق الليثيوم» ضمن سلسلة ب-ب في المراحل الأخيرة وغير المستقرة من فترة ما قبل النسق الأساسي للنجم يُمكن أن يَكون مصدراً أساسياً لطاقة نجوم تي الثور. تزيد سرعة دوران النجم بسبب انتقال  الليثيوم إلى طبقات أعمق من النجم حيث يَتدمر. عموماً تزداد سرعة دوران نجوم تي الثور مع ازدياد عمرها، وذلك خلال انكماشها مع دورانها حول نفسها والذي يُحافظ على الزخم الزاوي لحركة النجم. هذا كله يتسبب في ارتفاع معدل فقدان الليثيوم مع تقدم العمر. وسيَزيد احتراق الليثيوم أيضاً مع درجات الحرارة والكتل الأعلى، وسيَنتهي خلال 100 مليون عام على الأكثر.

## اقرأ أيضا
- نجم أولي W75N(B)-VLA2
- مسار هينيي
- مسار هياشي